# كولارميلي
كولارميلي (بالإيطالية: Collarmele)‏ هي بلدية في مقاطعة لاكويلا في إقليم أبروتسو الإيطالي.

## السكان
في سنة 1861 بلغ عدد السكان 1٬436 نسمة، وتطور العدد ليصل في سنة 2011 لـ 950 نسمة.
يظهر هذا المخطط البياني تطور النمو السكاني لـ كولارميلي